# Petar Golubović
Petar Golubović (serbisch-kyrillisch Петар Голубовић; * 13. Juli 1994 in Belgrad) ist ein serbischer Fußballspieler.

## Karriere

### Verein
Golubović begann seine Karriere beim FK Roter Stern Belgrad. Zur Saison 2011/12 wechselte er nach England in die Nike Academy. Zur Saison 2012/13 kehrte er nach Serbien zurück und wechselte zu Erstligist OFK Belgrad. Im April 2013 debütierte er gegen den FK Vojvodina in der SuperLiga. Bis Saisonende kam er zu acht Erstligaeinsätzen. In der Saison 2013/14 absolvierte er bis zur Winterpause zwölf Partien für den OFK, ehe er im Januar 2014 nach Italien zur AS Rom wechselte. Diese verlieh ihn direkt an den Zweitligisten Novara Calcio. Für Novara lief er bis Saisonende viermal in der Serie B auf.
Zur Saison 2014/15 wurde Golubović ein zweites Mal verliehen, diesmal an Drittligist US Pistoiese. Für Pistoia spielte er 25 Mal in der Serie C. Zur Saison 2015/16 folgte die dritte Leihe, diesmal schloss er sich dem Drittligisten AC Pisa an. Für Pisa kam er zu 20 Drittligaeinsätzen, mit dem Team stieg er in die Serie B auf. In der zweithöchsten Spielklasse kam er für Pisa dann zu 33 Einsätzen. Im August 2017 verließ er die AS Rom schließlich endgültig und wechselte fest zu Zweitligist Novara. Für diesen kam er in der Saison 2017/18 zu 35 Zweitligaeinsätzen, mit Novara stieg er aber aus der Serie B ab.
Golubović wechselte daraufhin zur Saison 2018/19 nach Belgien zu Erstligist KV Kortrijk. In seiner ersten Saison kam er zu zwölf Einsätzen in der Division 1A. In der Saison 2019/20 absolvierte er 21 Partien. In der Saison 2020/21 kam er zu 27 Einsätzen im belgischen Oberhaus. Nach der Saison 2020/21 verließ er Kortrijk. Nach einem halben Jahr ohne Verein wechselte er im Januar 2022 nach Norwegen zum Aalesunds FK. Für Aalesund kam er in der Saison 2022 zu 25 Einsätzen in der Eliteserien.
Im Februar 2023 wechselte Golubović nach Russland zum FK Chimki. Für Chimki absolvierte er zwölf Partien in der Premjer-Liga, aus der er mit Chimki aber abstieg. In der Saison 2023/24 kam er dann zu 30 Einsätzen in der Perwenstwo FNL, mit Chimki schaffte er als Zweitligameister den direkten Wiederaufstieg.

### Nationalmannschaft
Golubović nahm 2013 mit der serbischen U-19-Auswahl an der EM teil. Diese gewann er mit den Serben, Golubović kam während des Turniers in vier der fünf Spiele zum Zug. Im Oktober 2013 spielte er zweimal im U-21-Team.